# Urna wyborcza
Urna wyborcza – zamykana skrzynia z otworem w górnej części przeznaczona do składania głosów przez wyborców w czasie głosowania. Stawiana jest w lokalu wyborczym. Nieprzezroczysta urna najlepiej zapewnia tajność głosowania, bo nie można przeczytać, kto i gdzie postawił krzyżyk, przed jej otwarciem. Z kolei przezroczysta urna umożliwia ludziom upewnienie się, że przed rozpoczęciem głosowania urna była pusta (w przypadku wykorzystania przezroczystych urn, aby zachować tajność głosowania, wyborca dodatkowo powinien mieć możliwość włożenia karty do głosowania do koperty). Dla wyborów w Polsce zarządzonych od 1 lipca 2016 r. są używane przezroczyste urny, których wzór określiła Państwowa Komisja Wyborcza. 

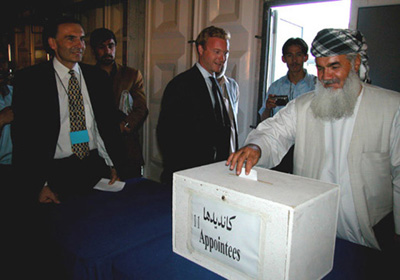
Mężczyzna wrzucający swój głos do urny w Afganistanie, 2002 r.
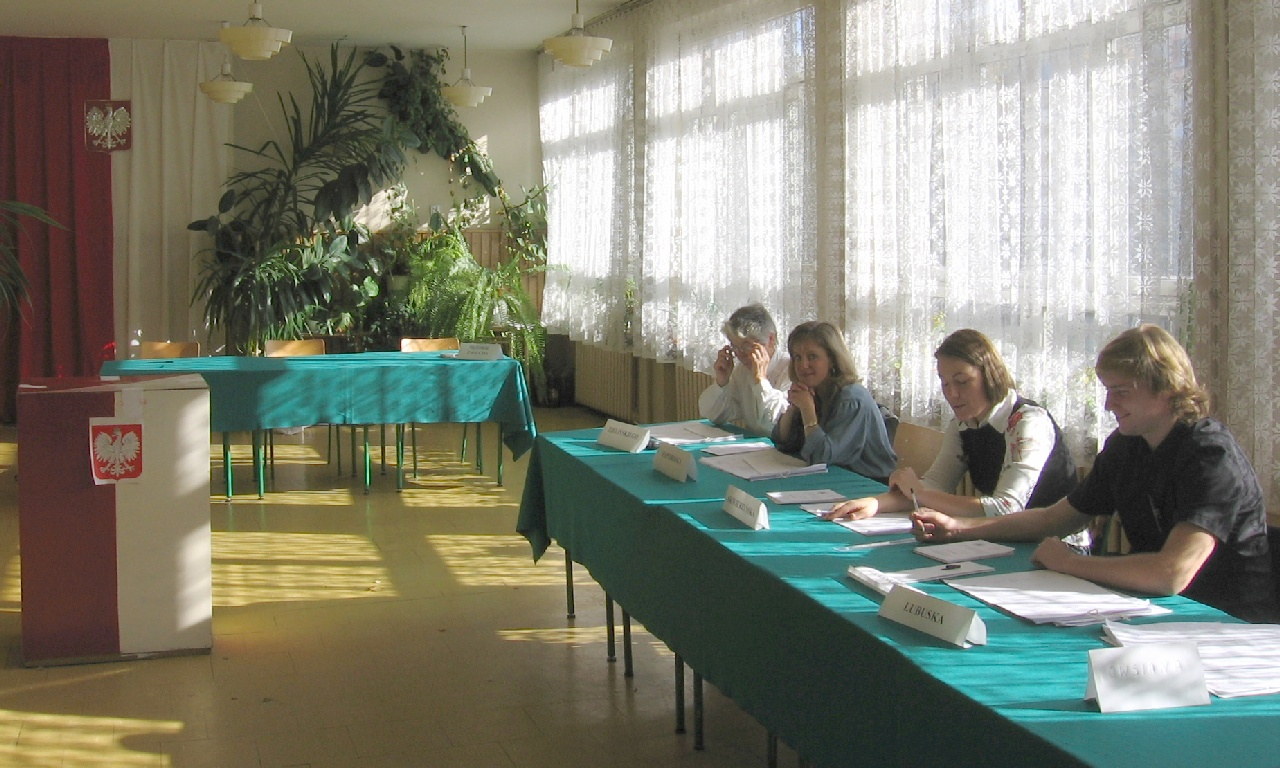
Urna w sali lokalu wyborczego w Polsce, 2005 r.
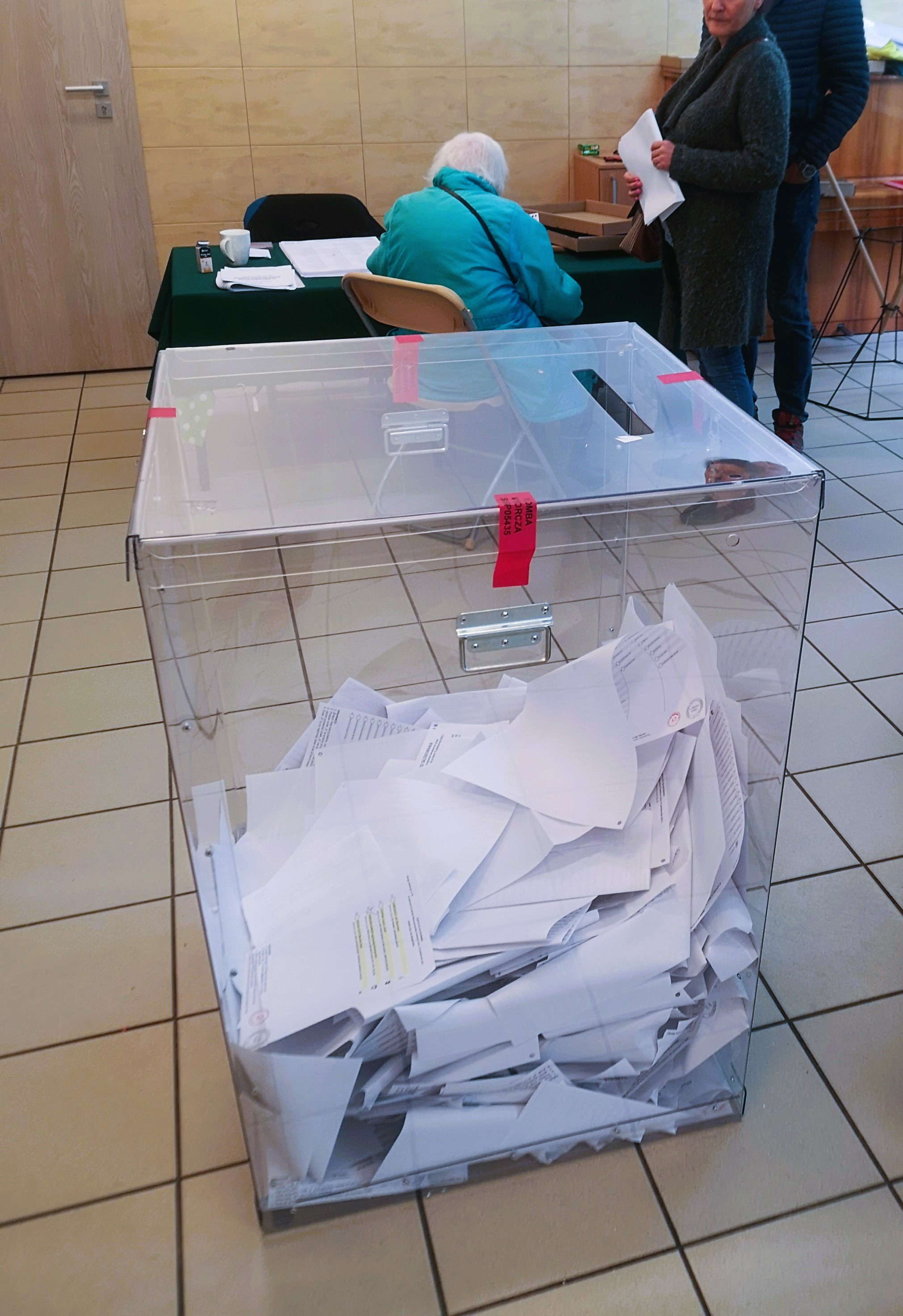
Wzór urny obowiązujący w Polsce od 2016 r.
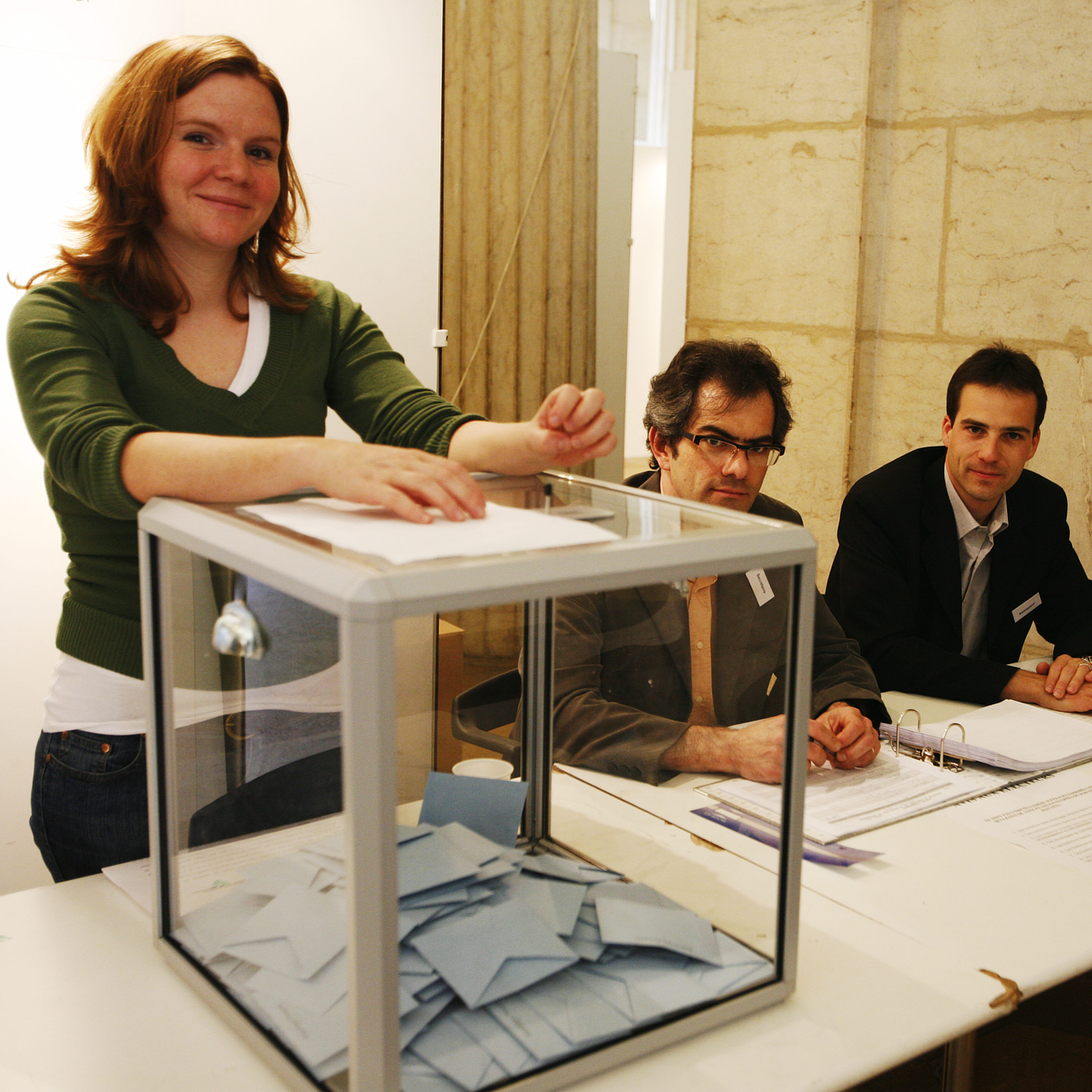
Przezroczysta urna do głosowania, wybory prezydenckie we Francji w 2007 roku